# Отт, Аннели
Аннели Отт (эст. Anneli Ott, род. 2 мая 1976, Тарту, Эстонская ССР) — эстонский политический и государственный деятель. Член Центристской партии Эстонии. В прошлом — министр культуры Эстонии (2021), министр государственного управления Эстонии (2020—2021), член Рийгикогу XIII и XIV созывов (2021—2023, 2016—2020), мэр Выру (2009—2010).

## Биография

### Образование и карьера
Аннели Отт училась в средней школе Парксепа в Вырумаа, которую окончила в 1994 году. Она получила высшее образование на факультете физического воспитания Таллиннского университета в 1999 году по специальности «Движение и спорт», в 2000 году получила дополнительное образование по специальности педагогика.
В 1993—1994 — тренер в Выруской школе по интересам

### Политическая деятельность
С 2 ноября 2005 года до 2009 года была членом Эстонского народного союза.
Политическая карьера Аннели Отт началась в 2005 году, когда она была избрана в волостный совет Ласва, как председавитель Эстонского народного союза, на выборах в местные органы власти.
Аннели была мэром Выру в 2009—2010 годах.
9 августа 2009 года Аннели вступила в Социал-демократическую партию Эстонии, пробыв в ней до 25 апреля 2011 года. 25 апреля 2011 года вступила в Центристскую партию Эстонии. Является главой отделения партии в Вырумаа.
С 2010 по 2015 год являлась членом Выруского городского собрания. В 2014 до 2015 пробыла в должности председателя собрания.
В 2011—2014 годах работала в Таллинне заместителем Старейшины района Нымме.
На выборах в Рийгикогу 2015 года Отт баллотировалась в рядах Центристской партии в уездах Выру, Валга и Пылва, получила 1119 голосов, не попав в парламент. Однако 19 ноября 2015 года Отт стала замещающим членом Рийгикогу 13-го созыва вместо генерального секретаря Центристской партии Прийта Тообала, признанного вместе с депутатом Лаури Лаази коллегией Государственного суда по уголовным делам виновным в подстрекательстве к незаконной слежке бывшего городского чиновника Ивара Онксиона и отказавшегося от мандата за два дня до оглашения приговора. Являлась заместителем спецкомиссии по борьбе с коррупцией.
На выборах 2019 года она баллотировалась в Рийгикогу в этом же избирательном округе в уезде Вырумаа, получила 1474 голоса и была избрана членом парламента. Как депутат возглавляла комиссию по делам Европейского Союза.
С 25 ноября 2020 года по 26 января 2021 года являлась министром государственного управления Эстонии во втором правительстве Юри Ратаса.
С 26 января 2021 года по 2 ноября 2021 года являлась министром культуры Эстонии в правительстве Каи Каллас. Подала в отставку в связи со скандалом, связанным с вакцинацией против COVID-19. Отт была единственным невакцинированным министром в правительстве.
4 ноября 2021 года восстановила полномочия депутата Рийгикогу, в связи с чем замещающий член Имре Сояэер покинул парламент.
По результатам выборов 2023 года получила 402 голоса в избирательном округе № 10 (город Тарту) и не была избрана.